# キャリーン・オン
『キャリーン・オン』（Carryin' On）は、アメリカ合衆国のジャズ・ギタリスト、グラント・グリーンが1969年に録音・1970年に発表したスタジオ・アルバム。

## 背景
グリーンが約4年ぶりに古巣のブルーノート・レコードのために録音したアルバムで、音楽的には、本作よりジャズ・ファンク路線に移行した。LPのA面は全曲ともR&Bの楽曲のカヴァーで、「イーズ・バック」はミーターズ、「ハート・ソー・バッド」はリトル・アンソニー＆ジ・インペリアルズ、「アイ・ドント・ウォント・ノーバディ・トゥ・ギヴ・ミー・ナッシング」はジェームス・ブラウンの曲である。

## 反響・評価
アメリカでは『ビルボード』のR&Bアルバム・チャートで最高49位を記録した。スティーヴ・ヒューイはオールミュージックにおいて5点満点中3点を付け「グリーンの演奏は、以前よりもコードを鳴らしていることが多いが、ソロでは実にブルージーである。グリーンの古くからのファンを惹きつける作品ではないが、彼がこの時期に発表した他の多くのアルバムと同様、アシッドジャズ/ファンク/レア・グルーヴの収集家にとっては、手元に置くべき一枚」と評している。

## 収録曲
1. イーズ・バック - "Ease Back" (Leo Nocentelli, Art Neville, George Porter Jr., Ziggy Modeliste) - 5:48
2. ハート・ソー・バッド - "Hurt So Bad" (Teddy Randazzo, Bobby Hart, Bobby Wilding) - 6:50
3. アイ・ドント・ウォント・ノーバディ・トゥ・ギヴ・ミー・ナッシング - "I Don't Want Nobody to Give Me Nothing (Open Up the Door I'll Get It Myself)" (James Brown) - 6:12
4. アップショット - "Upshot" (Grant Green) - 10:04
5. 爆撃をやめろ - "Cease the Bombing" (Neal Creque) - 8:50

## 参加ミュージシャン
- グラント・グリーン - ギター
- クロード・バーティ - テナー・サクソフォーン
- ウィリアム・ビヴンス - ヴィブラフォン
- クラレンス・パーマー - エレクトリックピアノ(on #1, #2, #3, #4)
- ニール・クリーキー - エレクトリックピアノ(on #5)
- ジミー・ルイス - エレクトリックベース
- アイドリス・ムハマッド（英語版） - ドラムス